# به کبودی یاس (فیلم)
به کبودی یاس، فیلمی به کارگردانی جواد اردکانی است.

## خلاصه داستان
فیلم ماجرای زندگی عبدالحسین برونسی را روایت می کند. برونسی فرمانده‌ای است که لحظه‌ای در اصول خود تردید نمی‌کند، برونسی از جبهه به شهر می‌آید تا همرزمان عملیات خیبر را جمع کرده و برای عملیات بدر به جبهه بروند اما هر یک از آنها مسائلی دارند که برونسی باید حل کند.

## بازیگران
- داوود عین‌آبادی
- محمد تقی‌نژاد
- علی بکائیان
- حسن چودن
- سعید ولی‌زاده

## نقد و جوایز
این فیلم در بیست و هفتمین دوره جشنواره بین‌المللی فیلم فجر، برنده سیمرغ بلورین جلوه‌های وِیژه و نگاه ملی شده‌است. عبدالله اسفندیاری، مدیر حوزه فیلم معناگرا در بنیاد سینمایی فارابی در نشستی که به منظور نقد و بررسی فیلم به کبودی یاس برگزار شد، گفت: «این فیلم به لحاظ فنی با کاستی‌هایی همراه است. دراین فیلم معناگرایی در تحول شخصیت‌ها و اخلاص و ایثار وجود داشت».
در سومین روز از جشنواره فیلم مقاومت (دوره یازدهم) در اهواز فیلم به کبودی یاس مورد نقد و بررسی قرار گرفت. در این مراسم ماهان عباسی کارگردان اهل استان خوزستان اظهار داشت: «وقتی کاراکتری خیلی مثبت باشد و فقط برای شهید شدن ساخته شده باشد درست است که در سینما قهرمان نامیده می‌شود ولی عملاً در ذهن مخاطب قهرمان نیست»، وی در ادامه افزود: «در این سینما و فیلم دفاع مقدس باید شخصیتی ارائه شود که برای کسانی که جنگ را لمس نکرده‌اند قابل درک باشد»؛ همچنین علی‌اصغر شادروان در رابطه با قهرمان‌سازی گفت: «قهرمان‌سازی خوب است ولی ما در فیلم‌های خود سابقه خوبی ندیدیم چرا که قهرمان‌سازی نسخه‌ای بوده که در سینما از بین رفته‌است.» شادروان نظر خود را در مورد اهمیت دیدگاه سینماگر چنین بیان کرد: «هنرمند باید دیدگاه خود را تحلیل کند که این تحلیل به وسیله زبان سینما صورت می‌گیرد و در این تحلیل نباید تاریخ نشان داده شود».
وحید جلیلوند نیز در یادداشتی به نقد فیلم به کبودی یاس پرداخت. او در این یادداشت وی به افراط در بکارگیری بازیگران گمنام و محلی در این اثر اشاره کرده که هرچند بازیگر نقش اول را در مجموع مثبت ارزیابی می‌کند ولی در مورد سایر نقش‌ها معتقد است چنانچه این فیلم با همین فیلمنامه و کارگردانی از بازیگران حرفه‌‌ای و چهره سینما بهره می‌برد تأثیر مثبت‌تری می‌داشت.